# Harmanlı (Arsin)
Harmanlı es un pueblo del distrito de Arsin, en la provincia de Trebisonda, Turquía.

## Distancias
Se localiza a 28 km de la ciudad de Trebisonda, 8 km de Arsin y 8-9 km de Yomra.